# Stade de Genève
Lo Stade de Genève (in italiano Stadio di Ginevra) è un impianto polivalente che si trova a Lancy, municipalità del cantone di Ginevra, in Svizzera.
Inteso principalmente per il calcio, lo stadio, con una capienza massima pari a 30.084 spettatori, si presta anche a ospitare incontri di altre discipline, come per esempio il rugby, e più saltuariamente per concerti.
Si tratta del terzo stadio svizzero per dimensioni dopo il St. Jakob-Park di Basilea e il Wankdorf di Berna.

## Storia
Fu inaugurato ufficialmente il 30 aprile 2003 con l'amichevole Svizzera - Italia 1-2.
La sua capienza è di 31 084 posti a sedere coperti e fu uno degli impianti nei quali si svolsero le gare calcistiche internazionali del campionato d'Europa 2008, organizzato dagli elvetici insieme all'Austria.
Lo stadio ha ospitato degli incontri internazionali a livello di nazionali ed il club che vi risiede è il Servette.
Nel gennaio 2007 lo stadio ospitò anche un incontro internazionale di rugby, nel corso della Heineken Cup, la coppa d'Europa per club: i francesi del Bourgoin-Jallieu utilizzarono lo Stade de Genève come impianto interno per il match della fase a gironi contro gli irlandesi del Munster (l'affluenza fu di 16.255 spettatori).

## UEFA Euro 2008
- Portogallo -  Turchia 2-0 (Gruppo A, 7 giugno)
- Rep. Ceca -  Portogallo 1-3 (Gruppo A, 11 giugno)
- Turchia -  Rep. Ceca 3-2 (Gruppo A, 15 giugno)

## Concerti
- Johnny Hallyday - 28 e 29 giugno 2003, 57.000 spettatori totali
- The Police - 16 settembre 2007
- Céline Dion - 9 luglio 2008, 24.000 spettatori
- Johnny Hallyday - 4 luglio 2009, 30.000 spettatori
- Mylène Farmer - 4 e 5 settembre 2009, 60.000 spettatori totali
- Johnny Hallyday - 2 giugno 2012, 29.400 spettatori
- Bruce Springsteen - 3 luglio 2013
- Mylène Farmer - 17 giugno 2023, 35.000 spettatori[2]